# Alexandra Thein
Alexandra Thein (ur. 5 października 1963 w Bochum) – niemiecka polityk, deputowana do Parlamentu Europejskiego VII kadencji.

## Życiorys
Od 1982 do 1988 studiowała prawo na uczelniach w Saarbrücken, Genewie i Freiburgu, specjalizując się w prawie międzynarodowym. Przeniosła się następnie do Berlina, w 1991 zdała państwowy egzamin prawniczy drugiego stopnia i rozpoczęła praktykę adwokacką. W 2001 uzyskała uprawnienia notariusza. Od 2006 praktykuje w Kancelarii Quegwer & Thein.
W 1990 wstąpiła do Wolnej Partii Demokratycznej. W wyborach w 2009 z listy FDP uzyskała mandat posłanki do Parlamentu Europejskiego. Weszła w skład Komisji Prawnej oraz grupy Porozumienia Liberałów i Demokratów na rzecz Europy.